# Polnische Meisterschaften im Naturbahnrodeln 2003
Die Polnischen Meisterschaften im Naturbahnrodeln 2003 fanden vom 21. bis 23. Februar in Szczyrk in der Woiwodschaft Schlesien statt.

## Einsitzer Herren
| Rang | Name             | Klub                      | Jahrgang | Zeit        |
| ---- | ---------------- | ------------------------- | -------- | ----------- |
| 1    | Damian Waniczek  | LKS Jastrząb Szczyrk      | 1981     | 1:24,98 min |
| 2    | Andrzej Tyrna    | KSS Beskidy Bielsko-Biała | ?        | 1:25,87 min |
| 3    | Andrzej Laszczak | LKS Jastrząb Szczyrk      | 1976     | 1:26,70 min |

## Einsitzer Damen
| Rang | Name              | Klub                      | Jahrgang | Zeit        |
| ---- | ----------------- | ------------------------- | -------- | ----------- |
| 1    | Ewelina Żurek     | KSS Beskidy Bielsko-Biała | 1980     | 1:26,38 min |
| 2    | Karolina Waniczek | LKS Jastrząb Szczyrk      | 1983     | 1:26,49 min |
| 3    | Magdalena Hula    | LKS Jastrząb Szczyrk      | 1982     | 1:27,56 min |

## Doppelsitzer
| Rang | Namen                            | Klub                 | Jahrgang  | Zeit        |
| ---- | -------------------------------- | -------------------- | --------- | ----------- |
| 1    | Andrzej Laszczak Damian Waniczek | LKS Jastrząb Szczyrk | 1976 1981 | 1:26,25 min |
| 2    | Tobiasz Pieszko Paweł Jóźwiak    | LKS Jastrząb Szczyrk | 1986 ?    | 1:34,45 min |
| 3    | Tobiasz Pisuk Sebastian Marek    | LKS Jastrząb Szczyrk | ? 1988    | 1:46,86 min |